# Rik Van Steenbergen
Rik Van Steenbergen (Arendonk, 9 de septiembre de 1924-Amberes, 15 de mayo de 2003) fue un ciclista belga, profesional entre 1943 y 1966 período en el que se convertiría en uno de los mayores campeones ciclistas de la historia.
Sus éxitos deportivos suman 270 victorias como profesional y abarcaron tanto triunfos parciales en las Grandes Vueltas como las clásicas. Entre las primeras logró 4 victorias de etapa en el Tour de Francia, 15 victorias de etapa en el Giro de Italia y 6 victorias de etapa en la Vuelta a España.
Como corredor de clásicas destacan sus triunfos en las pruebas calificadas como monumentos del ciclismo. Así logró 2 victorias en el Tour de Flandes, 2 victorias en la París-Roubaix y 1 victoria en la Milán-San Remo.
Tras ganar el Tour de Flandes de 1944 con 19 años y medio, se convirtió en el cuarto corredor más joven en ganar un monumento del ciclismo, tras Maurice Moritz, Victor Fastre y Georges Ronsse.[cita requerida]
También logró 3 Campeonatos Mundiales de Ciclismo. En 1948 consiguió el récord Ruban Jaune otorgado al ciclista más rápido en ganar una prueba de más de 200 km, batiendo a Jules Rossi, anterior poseedor del récord.   
Desde 1991 se celebra en Aartselaar (provincia de Amberes, Bélgica) una prueba ciclista profesional en su honor, llamada Memorial Rik Van Steenbergen.

## Palmarés

### Palmarés en ruta
| 1943 - Campeonato de Bélgica en Ruta - Campeonato de Flandes 1944 - Tour de Flandes 1945 - Campeonato de Bélgica en Ruta - A través de Flandes - Halle-Ingooigem 1946 - Tour de Flandes - Tour des Quatre-Cantons - 3.º en el Campeonato Mundial en Ruta 1947 - 1 etapa del Tour de Luxemburgo 1948 - París-Roubaix - Critérium de As 1949 - Campeonato Mundial en Ruta - 2 etapas del Tour de Francia - Flecha Valona - Tour de Limburgo 1950 - París-Bruselas 1951 - 2.º en el Giro de Italia, más 2 etapas - Vuelta a la Argentina, más 4 etapas - Critérium de As - Tour de l'Ouest, más 3 etapas 1952 - París-Roubaix - 3 etapas del Giro de Italia - Boucles de l'Aulne - 1 etapa del Tour de Francia - 1 etapa de la Roma-Nápoles-Roma | 1953 - 1 etapa del Giro de Italia 1954 - 4 etapas del Giro de Italia - Campeonato de Bélgica en Ruta - Milán-San Remo 1955 - 1 etapa del Tour de Francia - Critérium de As 1956 - Campeonato Mundial en Ruta - 6 etapas de la Vuelta a España, más clasificación por puntos - 1 etapa del Tour de l'Ouest - Acht van Chaam 1957 - Campeonato Mundial en Ruta - 5 etapas del Giro de Italia - Critérium de As - 2 etapas de la Roma-Nápoles-Roma - 1 etapa de los Tres Días de Amberes 1958 - Flecha Valona - Acht van Chaam - Critérium de As - 1 etapa de la Vuelta a los Países Bajos 1959 - 1 etapa del Tour de l'Ouest 1961 - Gran Premio Stad Sint-Niklaas - Elfstedenronde |
| | |

### Palmarés en pista
| 1943 - 2.º en el Campeonato de Bélgica en omnium 1944 - Campeonato de Bélgica en omnium - Campeonato de Bélgica de persecución 1945 - 2.º en el Campeonato de Bélgica de persecución 1948 - 3.º en el Campeonato de Bélgica de persecución - Seis días de Bruselas (con Marcel Kint) 1949 - Seis días de Bruselas (con Marcel Kint) 1950 - Seis días de Amberes (con Achiel Bruneel) 1951 - Seis días de Bruselas (con Stan Ockers) 1952 - Seis días de París (con Achiel Bruneel) 1954 - Seis días de Gante (con Stan Ockers) 1955 - Campeonato de Bélgica en omnium - Campeonato de Bélgica de persecución - 2.º en el Campeonato de Bélgica de velocidad - Seis días de Amberes (con Stan Ockers) - Seis días de Bruselas (con Emile Severeyns) - Seis días de Gante (con Emile Severeyns) 1956 - Seis días de Bruselas (con Emile Severeyns) - Seis días de Dortmund (con Emile Severeyns) 1957 - 3.º en el Campeonato de Europa en omnium - Seis días de Berlín (con Emile Severeyns) - Seis días de Gante (con Fred De Bruyne) 1958 - Campeonato de Europa de Madison (con Emile Severeyns) - 2.º en el Campeonato de Bélgica de velocidad - Seis días de Amberes (con Reginald Arnold y Emile Severeyns) - Seis días de Bruselas (con Emile Severeyns) - Seis días de Copenhague (con Emile Severeyns) - Seis días de Frankfurt (con Emile Severeyns) 1959 - Campeonato de Europa de Madison (con Emile Severeyns) - Campeonato de Europa en omnium - Seis días de Dortmund (con Klaus Bugdahl) - Seis días de Gante (con Fred De Bruyne) - Seis días de Zúrich (con Emile Severeyns) | 1960 - Campeonato de Europa de Madison (con Emile Severeyns) - Campeonato de Europa en omnium - Seis días de Aarhus (con Emile Severeyns) - Seis días de Bruselas (con Emile Severeyns) - Seis días de Copenhague (con Emile Severeyns) 1961 - Campeonato de Europa de Madison (con Emile Severeyns) - Campeonato de Bélgica en omnium - Campeonato de Bélgica en madison (con Emile Severeyns) - Campeonato de Bélgica tras moto - 3.º en el Campeonato de Europa en omnium - Seis días de Dortmund (con Emile Severeyns) - Seis días de Zúrich (con Emile Severeyns) - Seis días de Berlín (con Klaus Bugdahl) 1962 - Campeonato de Europa de Madison (con Emile Severeyns) - Campeonato de Bélgica tras moto - 2.º en el Campeonato de Europa en omnium - Seis días de Bruselas (con Palle Lykke) - Seis días de Milán (con Emile Severeyns) - Seis días de Colonia (con Emile Severeyns) 1963 - Campeonato de Europa de Madison (con Emile Severeyns) - Campeonato de Bélgica en omnium - Campeonato de Bélgica tras moto - 2.º en el Campeonato de Europa tras moto - 3.º en el Campeonato de Europa en omnium - Seis días de Amberes (con Leo Proost y Palle Lykke) - Seis días de Frankfurt (con Palle Lykke) - Seis días de Madrid (con Joseph De Bakker) 1964 - Campeonato de Bélgica tras moto - 2.º en el Campeonato de Europa tras moto - Seis días de Milán (con Leandro Faggin) - Seis días de Madrid (con Federico Martín Bahamontes) 1965 - 2.º en el Campeonato Europeo de madison masculina (con Palle Lykke) - Seis días de Bremen (con Palle Lykke) - Seis días de Milán (con Gianni Motta) - Seis días de Essen (con Peter Post) - Seis días de Toronto (con Emile Severeyns) - Seis días de Quebec (con Emile Severeyns) - Seis días de Madrid (con Romain De Loof) 1966 - 2.º en el Campeonato Europeo de madison masculina (con Palle Lykke) - 2.º en el Campeonato de Europa en omnium - 2.º en el Campeonato de Bélgica en omnium |

## Resultados
Durante su carrera deportiva ha conseguido los siguientes puestos en Grandes Vueltas y carreras de un día.

### Grandes Vueltas
| Carrera | Carrera         | 1943 | 1944 | 1945 | 1946 | 1947 | 1948 | 1949 | 1950 | 1951 | 1952 | 1953 | 1954 | 1955 | 1956 | 1957 | 1958 | 1959 | 1960 | 1961 |
| ------- | --------------- | ---- | ---- | ---- | ---- | ---- | ---- | ---- | ---- | ---- | ---- | ---- | ---- | ---- | ---- | ---- | ---- | ---- | ---- | ---- |
|         | Giro de Italia  | X    | X    | X    | —    | —    | —    | —    | —    | 2.º  | 38.º | 44.º | 31.º | —    | —    | 33.º | —    | —    | —    | —    |
|         | Tour de Francia | X    | X    | X    | X    | —    | —    | 29.º | —    | —    | Ab.  | —    | —    | 55.º | —    | —    | —    | —    | —    | —    |
|         | Vuelta a España | X    | X    | —    | —    | —    | —    | X    | —    | X    | X    | X    | X    | —    | 5.º  | —    | —    | —    | —    | —    |

### Clásicas, Campeonatos y JJ. OO.
| Carrera               | Carrera               | 1943 | 1944 | 1945 | 1946 | 1947 | 1948 | 1949 | 1950 | 1951 | 1952 | 1953 | 1954 | 1955 | 1956 | 1957 | 1958 | 1959 | 1960 | 1961 |
| --------------------- | --------------------- | ---- | ---- | ---- | ---- | ---- | ---- | ---- | ---- | ---- | ---- | ---- | ---- | ---- | ---- | ---- | ---- | ---- | ---- | ---- |
| Omloop Het Nieuwsblad | Omloop Het Nieuwsblad | X    | X    | —    | —    | —    | —    | —    | —    | —    | —    | —    | —    | —    | —    | —    | —    | 41.º | X    | —    |
|                       | Milán-San Remo        | —    | X    | X    | —    | —    | —    | —    | 7.º  | 27.º | 37.º | 11.º | 1.º  | 6.º  | 31.º | 8.º  | —    | 2.º  | —    | —    |
| A Través de Flandes   | A Través de Flandes   | X    | X    | 1.º  | —    | —    | —    | —    | —    | —    | —    | —    | —    | —    | —    | —    | —    | —    | —    | —    |
| Gante-Wevelgem        | Gante-Wevelgem        | X    | X    | —    | —    | —    | —    | 32.º | —    | —    | —    | 4.º  | —    | —    | 7.º  | —    | —    | 15.º | —    | 49.º |
|                       | Tour de Flandes       | —    | 1.º  | —    | 1.º  | —    | —    | —    | —    | 6.º  | —    | —    | —    | 3.º  | 4.º  | 18.º | —    | —    | 31.º | —    |
|                       | París-Roubaix         | —    | —    | —    | —    | —    | 1.º  | —    | 16.º | 3.º  | 1.º  | —    | —    | 11.º | 4.º  | 2.º  | 4.º  | 36.º | —    | —    |
| París-Bruselas        | París-Bruselas        | X    | X    | X    | —    | —    | —    | —    | 1.º  | 10.º | 67.º | 22.º | 26.º | 24.º | 3.º  | —    | —    | 9.º  | 13.º | 24.º |
| Flecha Valona         | Flecha Valona         | —    | —    | —    | —    | —    | —    | 1.º  | —    | 13.º | —    | —    | —    | 10.º | —    | 11.º | 1.º  | —    | —    | 23.º |
| París-Tours           | París-Tours           | —    | —    | —    | —    | —    | 12.º | 15.º | —    | —    | —    | —    | 5.º  | —    | —    | —    | —    | —    | —    | —    |
| Mundial en Ruta       | Mundial en Ruta       | X    | X    | X    | 3.º  | Ab.  | —    | 1.º  | Ab.  | 18.º | 9.º  | —    | —    | —    | 1.º  | 1.º  | Ab.  | 28.º | —    | Ab.  |
| Bélgica en Ruta       | Bélgica en Ruta       | 1.º  | —    | 1.º  | —    | —    | —    | —    | —    | —    | —    | —    | 1.º  | —    | —    | —    | —    | —    | —    | —    |

—: No participa

Ab.: Abandona

X: Ediciones no celebradas

## Reconocimientos
- En 2002 pasó a formar parte de la Sesión Inaugural del Salón de la Fama de la UCI.[1]